# زیردریایی آی-۲۰۱

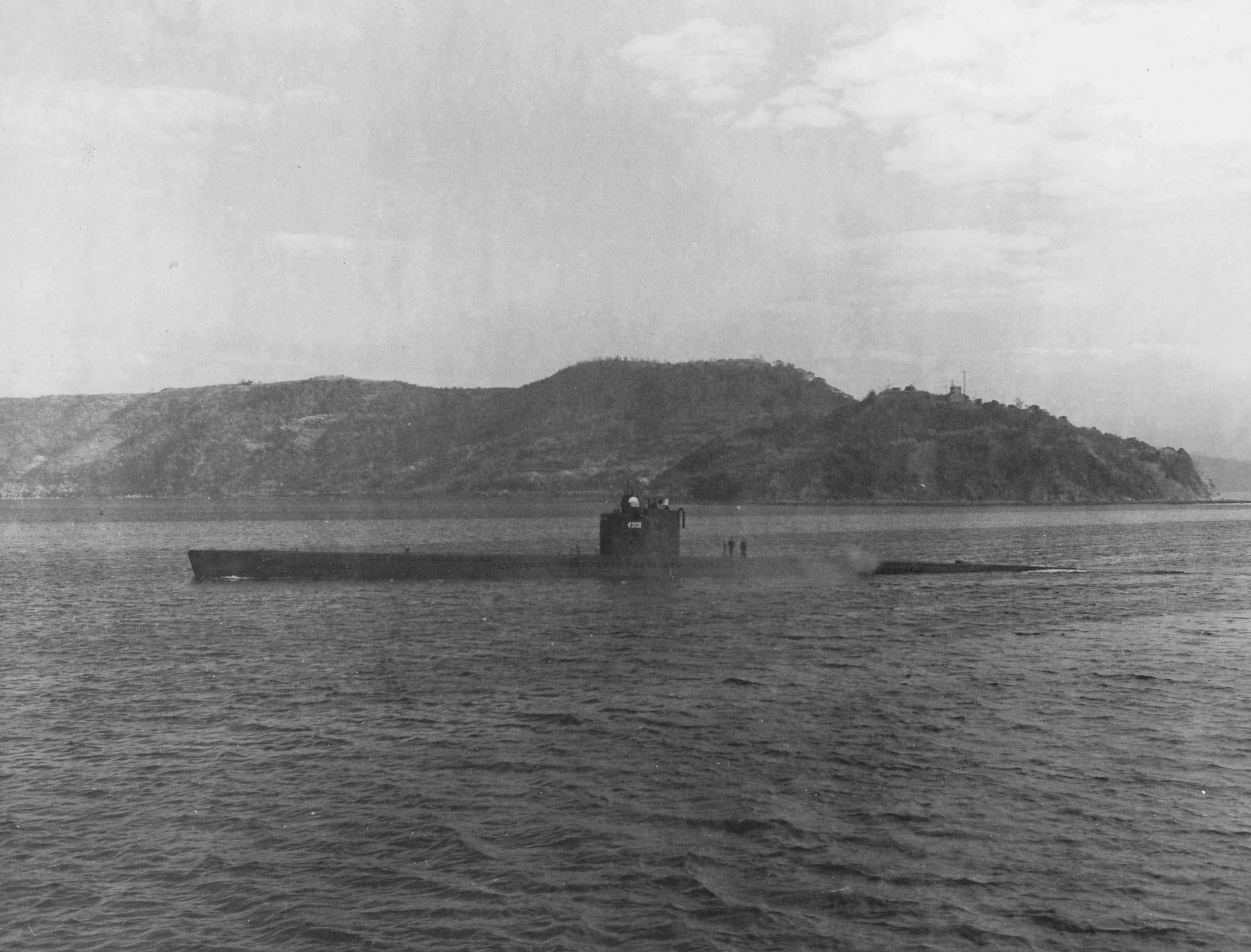
آی-۲۰۱ در ۹ نوامبر ۱۹۴۵ که به سطح آب‌های ساسه‌بو، ناگاساکی آمده‌است.

زیردریایی آی-۲۰۱ (به انگلیسی: Japanese submarine I-201) یک زیردریایی بود که طول آن ۲۵۹ فوت (۷۹ متر) بود.